# Simfonia núm. 4 (Mendelssohn)
La Simfonia núm. 4 en la major «Italiana», op. 90, de Felix Mendelssohn, va ser estrenada a la London Philharmonic Society de Londres el 13 de maig de 1833 dirigida pel mateix compositor.

## Origen i context
Seguint els consells del seu pare, Mendelssohn va emprendre una sèrie de viatges per donar-se a conèixer per Europa. Després d'Alemanya, França i Anglaterra, va visitar Itàlia a la primavera de 1830. Per aquella època estava treballant en la Simfonia escocesa, així com en diverses altres obres. No obstant això, va iniciar un nou treball, una simfonia que com la dedicada a les highlands escocesos havia d'inspirar-se en els paisatges i les emocions romàntiques contemplats i sentits a través d'Itàlia. La simfonia, conclosa bastant ràpidament, va obtenir un gran èxit i durant molt de temps va ser considerada la millor del compositor, abans que l'escocesa aconseguís una fama semblant.
Mendelssohn va dirigir l'estrena a 1833, però no va permetre que es publiqués la partitura en tota la seva vida, ja que hi treballava i la reescrivia contínuament.

## Anàlisi musical
La Simfonia Italiana és brillant, lleugera i plena de bon humor. L'orquestra hi és més neta i clara que en l'Escocesa, sense, per altra banda, donar cap prova de rigidesa. Els seus moviments són:
1. Allegro vivace
2. Andante con moto
3. Con moto moderato
4. Saltarello: Presto

L’Allegro vivace és extremadament alegre, evocant sense cap dubte l'encís del camp romà i la calidesa dels seus habitants. S'hi fa palesa l'originalitat de la presència d'un tercer tema, absent en l'exposició, i reservat al desenvolupament de la tradicional forma sonata bitemàtica que constitueix el moviment.
El segon moviment, en re menor, és menys fogós i alegre que el primer; quant al tercer, sovint ha estat jutjat com retrògrad pel seu tempo pròxim al dels minuets clàssics. De fet és un intermezzo líric i suau que substitueix la forma l'scherzo típic amb el propòsit d'evitar la redundància amb el final, aquest sí amb forma de scherzo. Aquest final, un saltarello impetuós i diabòlic és, per altra banda, una explosió de bon humor.